# Вента (футбольный клуб, Кулдига)
Футбо́льный клуб «Ве́нта» (латыш. Futbola klubs „Venta”) — бывший латвийский футбольный клуб, основанный в 2002 году под названием «На́фта».

## История
В 2005 году «Вента» провела свой единственный сезон в Высшей лиге, сменив место базирования с Вентспилса на Кулдигу. Перед началом сезона президент клуба Янис Фридригберс и генеральный директор Рос Акменс (настоящее имя — Ростислав Штынь) заявили об амбициях клуба: он стремился к победе в чемпионате страны и выходу в Лигу Чемпионов.
Для достижения цели на роль играющего тренера был приглашён украинец Олег Лужный, имевший опыт выступлений в киевском «Динамо» и лондонском «Арсенале» под руководством Валерия Лобановского и Арсена Венгера. Клуб подписал лидера сборной Беларуси Александра Хацкевича, «легионеров» Юрия Беньо и Мацея Налепу, а также местных Гирта Карлсона и Валентина Лобанёва.
Несмотря на заявленный бюджет в 7 миллионов долларов и огромные зарплаты, которые предлагались футболистам и тренерам, через несколько месяцев стало понятно, что у клуба имеются проблемы с финансированием. Президент и генеральный директор «Венты» пытались найти инвесторов, но новых спонсоров не появилось.
Игроки подписали договор с коммерческим банком и получили деньги на кредитные карты, но через месяц выяснилось, что на картах образовался овердрафт и его нужно было вернуть. Как сказал тренер Виктор Нестеренко: «Получается, что мы взяли кредит, а не получили зарплату».
Долги игроков и тренеров, уже потративших часть денег, составляли около 12-15 тысяч евро, а недополученная зарплата исчислялась сотнями тысяч евро. Выяснилось, что у владельцев клуба хватило денег лишь на эффектные пресс-конференции в шикарных отелях, а также предсезонные сборы, но платить зарплату было нечем.
«Вента» сыграла в «звёздном» составе в Высшей лиге 5 матчей. После этого известные футболисты получили статус «свободных агентов» и покинули клуб. Команда доигрывала чемпионат юниорским составом. По итогам сезона клуб занял последнее место, был признан банкротом и перестал существовать.

## Результаты выступлений
| Сезон | Лига        | Место                                 | И  | В  | Н  | П  | Голы    | О   |  | Кубок         |
| ----- | ----------- | ------------------------------------- | -- | -- | -- | -- | ------- | --- |  | ------------- |
| 2002  | Вторая лига | 1                                     | 12 | 8  | 3  | 1  | 35‒13   | 27  |  | не участвовал |
| 2002  | Вторая лига | Финал (2-е место) финального турнира. |    |    |    |    |         |     |  | не участвовал |
| 2003  | Вторая лига | 2                                     | 14 | 9  | 3  | 2  | 37‒15   | 30  |  | 1/8 финала    |
| 2004  | Первая лига | 5                                     | 26 | 13 | 6  | 7  | 65‒33   | 45  |  | 1/16 финала   |
| 2005  | Высшая лига | 8                                     | 28 | 2  | 3  | 23 | 18‒79   | 9   |  | 1/4 финала    |
| Всего | Всего       | Всего                                 | 80 | 32 | 15 | 33 | 155‒140 | 111 |  |               |

## Достижения и рекорды
- Серебряный призёр Второй лиги Латвии 2002 года.
- Четвертьфиналист Кубка Латвии 2005 года.
- 8-е место чемпионата Высшей лиги Латвии 2005 года.